# Система відповідності кольорів Pantone

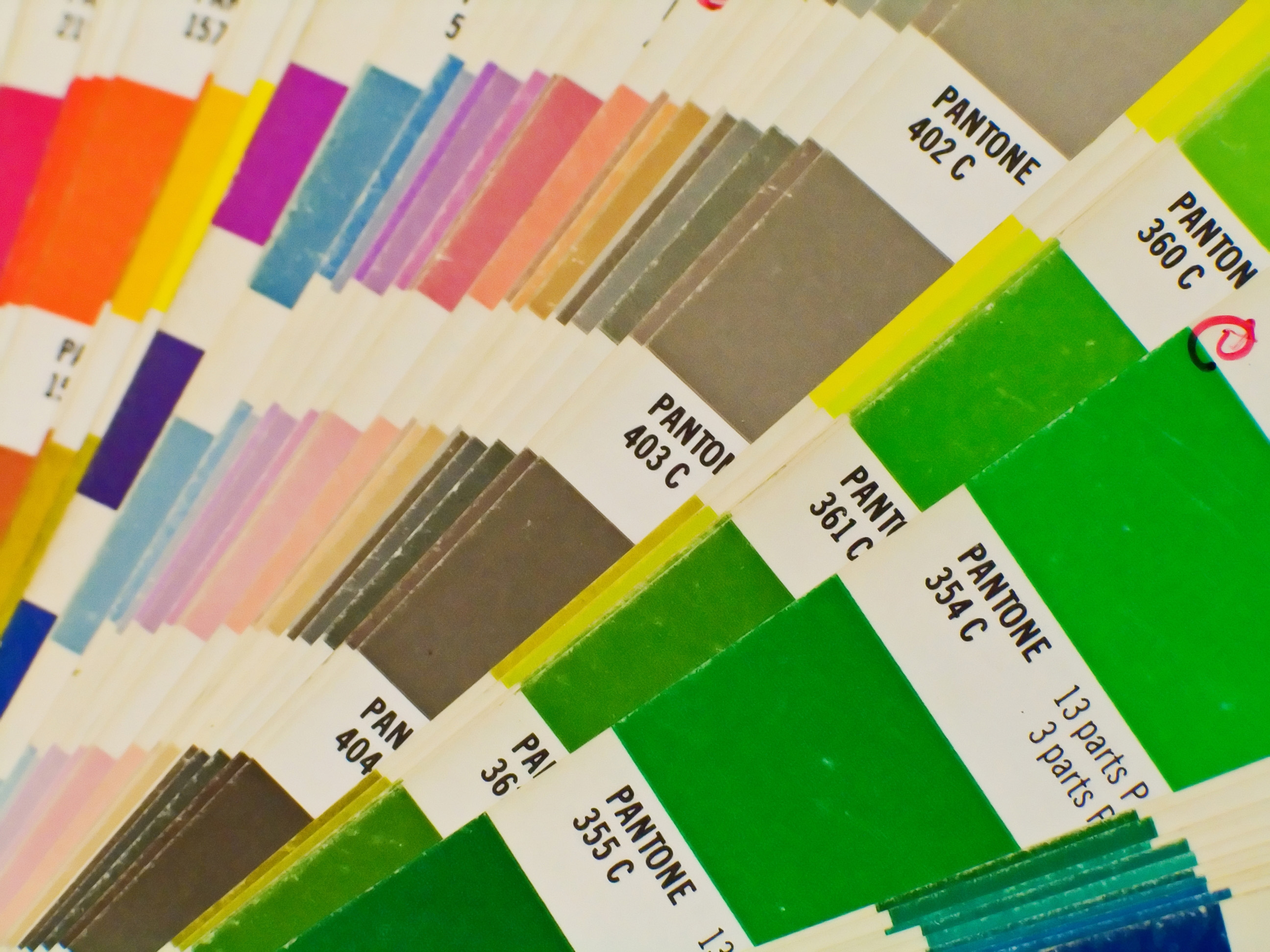
Набір кольорів Pantone на папері

Систе́ма відпові́дності кольорі́в Pantone (англ. Pantone Color Matching System, PMS) — розповсюджена система для визначення та підбору кольорів. Була розроблена 1963 року засновником компанії Pantone Inc. Лоренсом Гербертом. Застосовується у дизайні, архітектурі, поліграфії та інших видах діяльності, що передбачають роботу з кольором.

## Про компанію
Pantone — це велика організація з США, відома у різних країнах як експерт у кольорах. Компанія широко відома саме завдяки системі відповідності Pantone (PMS) або Pantone Color Finder, яка використовується в різних галузях промисловості для точного відтворення кольорів.

## Система відповідності
Pantone Color Matching System — це стандартизована система відтворення кольору, що має 2161 колір. Стандартизуючи кольори, різні виробники в різних місцях можуть звертатися до системи Pantone, щоб переконатися, що кольори збігаються без прямого контакту один з одним. Одним із таких застосувань є стандартизація кольорів у процесі CMYK. Процес CMYK — це метод кольорового друку за допомогою чотирьох фарб — блакитного, пурпурного, жовтого та чорного. Більшість друкованих матеріалів у світі виготовляється за допомогою процесу CMYK, і існує спеціальна підмножина кольорів Pantone, які можна відтворити за допомогою CMYK. Ті, які можна моделювати за допомогою процесу CMYK, позначені як такі в посібниках компанії.

## Кольори Pantone
Система містить велику кількість кольорів та відтінків, включаючи створені штучно, наприклад, кольори пастельних, флуоресцентних та металізованих фарб. Система Pantone розрахована на використання переважно з кольоровою моделлю CMYK, проте також існують переведення кольорів у розповсюджені моделі RGB і LAB для комп'ютерної техніки. У системі Pantone кожен з кольорів позначається номером, і зазвичай позначається разом з буквами «PMS», наприклад, «PMS 145». Відповідність кольоровим моделям визначається за спеціальними таблицями.
Усього до системи входять понад 3000 кольорів. Кольори входять до спеціальних наборів, що продаються у вигляді набору зразків, з'єднаних у вигляді віяла. Існують набори загального призначення Pantone Formula Guide (1677 кольорів), набори для друкарської справи Pantone CMYK Guide (2868 кольорів), набори для модельєрів та дизайнерів одягу Pantone Fashion (2100 відтінків), Pantone Paints для художників (понад 3000 кольорів фарб) та інші. Кількість кольорів може змінюватися разом із вдосконаленням системи.
Зразки виготовляються у декількох різновидах: на звичайному, крейдованому та матовому папері, а також на тканині що зумовлюється різними умовами сприйняття кольору на різному носії.

## Застосування у ПЗ
Крім використання у вигляді зразків кольори Pantone входять до спеціальних палітр вибору кольору у програмному забезпеченні, яке використовується у обробці графіки та підготовці друкованих матеріалів. Зокрема, підтримка цієї системи відповідності кольорів є у наступних програмах:
- Adobe Illustrator, Adobe InDesign, and Adobe Photoshop[4];
- CorelDRAW Graphics Suite X7[5];
- QuarkXPress[6];
- Microsoft Publisher[7];
- Scribus[8][9].

## Колір року
З 2001 року двічі на рік (навесні та восени), Інститут кольору Pantone представляє Звіт про тенденції кольору з прогнозом найбільш популярних кольорів на наступний сезон, який буде представлений на Тижнях моди в Нью-Йорку та Лондоні. Традиційно палітра кольорів Pantone містить 10 популярних кольорів і 5 основних нейтральних кольорів. Ці палітри визначають колірні тенденції в інтер'єрах, одязі, макіяжі та дизайні.
Після двох днів презентацій та дебатів, експерти обирають колір для наступного року; наприклад, колір для літа 2013 року був обраний у Лондоні навесні 2012 року. У 2016 та 2021 роках Pantone вибрав два кольори як колір року.
2000
Cerulean
Pantone 15-4020
#9BB7D4
2001
Fuchsia Rose
Pantone 17-2031
#C74375
2002
True Red
Pantone 19-1664
#BF1932
2003
Aqua Sky
Pantone 14-4811
#7BC4C4
2004
Tigerlily
Pantone 17-1456
#E2583E
2005
Blue Turquoise
Pantone 15-5217
#53B0AE
2006
Sand Dollar
Pantone 13-1106
#DECDBE
2007
Chili Pepper
Pantone 19-1557
#9B1B30
2008
Blue Iris
Pantone 18-3943
#5A5B9F
2009
Mimosa
Pantone 14-0848
#F0C05A
2010
Turquoise
Pantone 15-5519
#45B5AA
2011
Honeysuckle
Pantone 18-2120
#D94F70
2012
Tangerine Tango
Pantone 17-1463
#DD4124
2013
Emerald
Pantone 17-5641
#009473
2014
Radiant Orchid
Pantone 18-3224
#B163A3
2015
Marsala
Pantone 18-1438
#955251
2016
Rose Quartz
Pantone 13-1520
#F7CAC9
2016
Serenity
Pantone 15-3919
#92A8D1
2017
Greenery
Pantone 15-0343
#88B04B
2018
Ultra Violet
Pantone 18-3838
#5F4B8B
2019
Living Coral
Pantone 16-1546
#FF6F61
2020
Classic Blue
Pantone 19-4052
#0F4C81
2021
Ultimate Gray
Pantone 17-5104
#939597
2021
Illuminating
Pantone 13-0647
#F5DF4D
2022
Very Peri
Pantone 17-3938
#6667AB
2023
Viva Magenta
Pantone 18-1750
#bc2649
2024
Peach Fuzz
Pantone 13-1023
#ffbe98
2025
Mocha Mousse
Pantone 17-1230
#a47b67
Під час російського вторгнення в Україну підтримали Україну, розмістивши у соціальній мережі Твіттер Прапор України, визначивши кольори українського прапору як "блакить свободи" та "жовть наснаги". "У відповідь на гуманітарну кризу в Україні наша материнська компанія Данагер виділила 1 мільйон доларів для громадських організацій в регіоні. Ми прагнемо робити все можливе, щоб підтримати здоров’я, безпеку та гідність біженців і тих, хто виступає від їхнього імені", - додали у компанії.